# Cantonul Rougemont-le-Château
Cantonul Rougemont-le-Château este un canton din arondismentul Belfort, departamentul Territoire de Belfort (90), regiunea Franche-Comté, Franța.

## Comune
- Anjoutey
- Bourg-sous-Châtelet
- Étueffont
- Felon
- Lachapelle-sous-Rougemont
- Lamadeleine-Val-des-Anges
- Leval
- Petitefontaine
- Romagny-sous-Rougemont
- Rougemont-le-Château (reședință)
- Saint-Germain-le-Châtelet